# 朱徽妍
朱 徽妍（しゅ きげん、1610年 - ?）は、明の泰昌帝の六女。母は傅懿妃。
万暦38年（1610年）に、皇太子朱常洛（のちの泰昌帝）と選侍（皇子の側室）傅氏の娘として生まれた。万暦48年または泰昌元年（1620年）、泰昌帝は即位の翌月に崩じ、子供たちを王や公主に封じることもできなかった。異母兄の天啓帝が代わって即位すると、朱徽妍は母や妹たちと共に別宮へ追放されたが、後に呼び戻され、また寧徳長公主に封じられた。天啓6年（1626年）、劉有福に降嫁した。
崇禎17年（1644年）3月、北京が李自成軍によって陥落すると、夫と共に戦火を逃れて避難した。その後は清代初めまで、質素な生活を送った。